# Чехословацькі державні залізниці

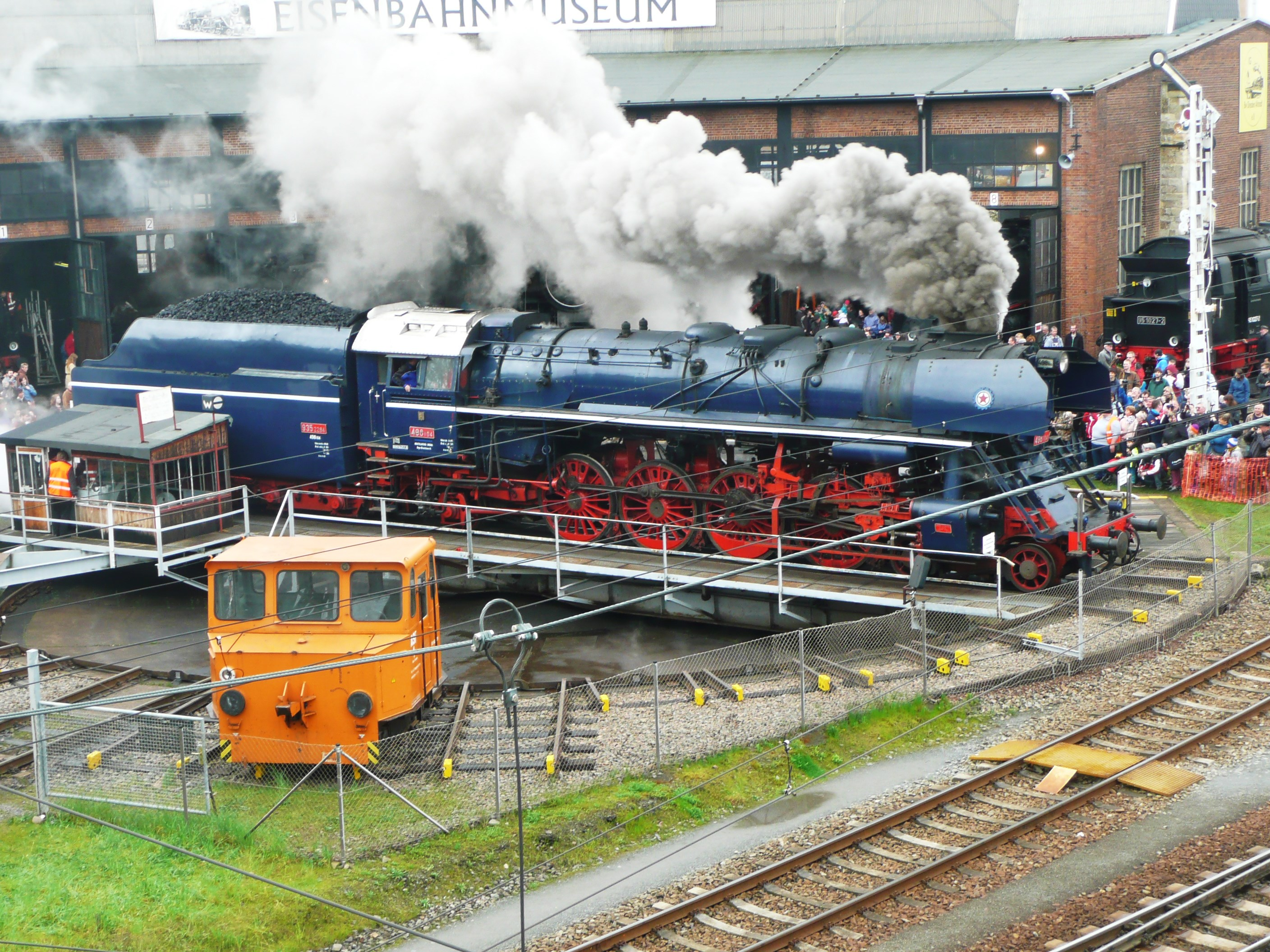
ČSD 498.104 «Альбатрос» — останній пасажирський паровий локомотив експрес, побудований для Чехословацьких державних залізниць

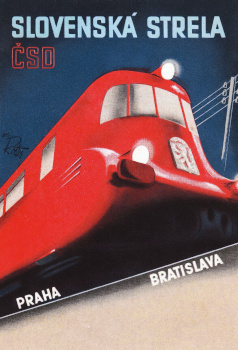
Плакат 1930-х років із зображенням вагона ČSD Class M 290.0 для реклами експрес-пасажирських послуг ČSD Slovenská strela (Словацька стріла).

Чехословацька державна залізниця (чеською Československé státní dráhy або словацькою Československé štátne dráhy, часто скорочена до ČSD) — державна залізнична компанія Чехословаччини.
Компанія була заснована в 1918 році після закінчення Першої світової війни та розпаду Австро-Угорщини. Вона взяла на себе рухомий склад та інфраструктуру Цісарсько-королівської Австрійської Державної залізниці.
У 1930 році Чехословаччина мала 13 600 км (8 500 миля) залізниць: п'ята за величиною мережа в Європі. З них 81 % належали державі (ČSD), і тенденція полягала в націоналізації решти приватних залізниць. Більшість інфраструктури була зосереджена в промислових районах Чехії. 87 % залізниць були одноколійними. На залізницях було зайнято 135 тис. осіб — близько 1 % населення.
Коли нацистська Німеччина розформувала Чехословаччину в 1939 році, Протекторат Богемії та Моравії сформував компанію «Богемсько-Моравська залізниця» (чеською Českomoravské dráhy-ČMD, німецькою Böhmisch-Mährische Bahn-BMB) під контролем Deutsche Reichsbahn (DR). У Словацькій державі була створена компанія «Словацькі залізниці» (словацькою Slovenské železnice-SŽ).
У 1945 році ČSD було відновлено.
Після розпаду Чехословаччини наприкінці 1992 року компанія була розділена на державні České dráhy (Чеські залізниці) та Železnice Slovenskej republiky (Залізниці Словацької Республіки). Стаціонарна інфраструктура була передана країнам-наступницям відповідно до місця розташування; залишок ділиться у співвідношенні 2:1.

## Електрифікація
- Електрифікація залізниць почалася поступово протягом 1920-х років. У Празі поїзди використовували систему постійного струму 1,5 кВ.
- Для живлення лінії Прага — Чоп (Čop, Україна) після 1945 року була побудована система постійного струму на 3 кВ.
- На північ від цієї лінії потяги використовують постійний струм напругою 3 кВ, на південь — змінний струм напругою 25 кВ частотою 50 Гц. Ці дві системи діють і сьогодні.